# 2023年國民民主黨代表選舉
2023年國民民主黨代表選舉（2023ねんこくみんみんしゅとうだいひょうせんきょ）是在2023年9月2日舉行選出新一任國民民主黨代表的選舉。

## 參選資格
能參加選舉的候選人，以該黨的國會議員為限。能夠進行投票的人為該黨國會議員、國會選舉公認候選人、擁有黨籍的地方自治體議員、該黨黨員、支持者。
- 國會議員以及國會選舉公認候選人在黨大會上直接投票，前者每票獲得2分、後者每票獲得1分。
- 地方議員、黨員、支持者將在全國範圍內進行提前投票，每種代表各分配23分。

獲得有效選票總數多數的候選人將被確定為獲勝者。如果提名三名或三名以上候選人，但沒有候選人獲得多數票，則將對前兩名候選人進行決選。決選將由國會議員和國會選舉公認候選人在特別黨代表大會上直接投票，前者每票計2分，後者每票計1分，選擇得分最高的候選人將確定獲勝。

## 選舉日程
- 7月19日 - 代表選舉管理委員會發佈代表選舉實施公告[1]
- 7月25日 - 舉行事前説明会
- 8月3日 - 候選人通知
- 8月21日 - 公告、聯合記者會
- 8月29日 - 地方都道府縣市町村議員、黨員、支持者郵寄投票截止日期。
- 8月30日 - 地方都道府縣市町村議員、黨員、支持者電子投票（包含LINE)截止日期，並開票。
- 9月2日 - 臨時黨大會，國會議員、國會選舉公認候選人投開票。

## 參選人
| 參選人 | 參選人     | 年齢 | 經歴         | 現職                            |
| ------ | ---------- | ---- | ------------ | ------------------------------- |
|        | 玉木雄一郎 | 54   | 希望之黨代表 | 衆議院議員（5期・香川縣第2區）  |
|        | 前原誠司   | 61   | 外務大臣     | 衆議院議員（10期・京都府第2區） |

| 候補者 | 玉木雄一郎                                                                                     | 前原誠司                                                                         |
| ------ | ---------------------------------------------------------------------------------------------- | -------------------------------------------------------------------------------- |
| 推薦人 | 田中健 古川元久 浜野喜史 磯崎哲史 川合孝典 地方議員 村山隆 石黒達男 小粥康弘 坂上昭栄 太田京子 | 斎藤亞歷克斯 鈴木敦 長友慎治 嘉田由紀子 地方議員 隠塚功 酒井常雄 谷健一 森本秀歳 |

## 結果

### 投票結果
| 候補者     | 得点数 | 國會議員票   | 公認候選人票 | 地方議員票    | 黨員・支持者投票 |
| ---------- | ------ | ------------ | ------------ | ------------- | ---------------- |
| 玉木雄一郎 | 80pt   | 14票（28pt） | 6票（6pt）   | 202票（23pt） | 13,757票（23pt） |
| 前原誠司   | 31pt   | 7票（14pt）  | 7票（7pt）   | 44票（5pt）   | 3,306票（5pt）   |
| 無效票     | -      | 0票          | 0票          | 1票           | 122票            |
| 合計       | 111pt  | 21票（42pt） | 13票（13pt） | 247票（28pt） | 17,185票（23pt） |

### 黨內的動向
在選舉過程中，朝野合作的性質成為主要議題，玉木雄一郎表示將超越朝野，基於政策與其他政黨協調與合作，並不排除與自公連立政權合作。對此前原誠司公開批評玉木雄一郎的路線，稱當國民民主黨批准2022年預算法案時，他感到強烈的不適。。
前原誠司表示他將與自民黨對抗，同時依據政策團結『非自民・非共產』的在野黨們，以促成政權輪替，他表示會與日本維新會與立憲民主黨一起合作。。
投開票的結果，玉木雄一郎獲得了國會議員21人中的14人的支持，在地方議員以及黨員、支持者的投票中的28點中，皆獲得23點領先於前原誠司。但下屆眾議院選舉的潛在候選人中有六人支持他，少於支持前原誠司的七人。。
長期支持國民民主黨的日本勞動組合總連合會，強烈反對日本維新會的「解雇的金錢解決」政策，因此對於前原誠司主張與日本維新會合作高度警戒，使得許多勞組出身的議員或黨員轉向支持玉木雄一郎。。

### 政黨分裂
代表選舉結束後前原誠司表示，“我要堅定地接受現實”，並否認他會在代表選舉後退黨。由於代表選舉國民民主黨進行黨內人事變動，他仍擔任代表代行。
2023年11月30日，前原誠司對國民民主黨提出退黨要求，並成立實現教育無償化之會。同時就任為該黨代表。齋藤亞歷克斯、鈴木敦、嘉田由紀子等三人也加入前原新黨。
12月13日、國民民主黨兩院議員總會針對前原等人提出的退黨通知，以破壞黨內團結為由對前原誠司等人進行開除黨籍處分。
2024年10月1日實現教育無償化之會代表前原誠司宣布包含本人在內四名參眾議員將加入日本維新會，並於10月3日召開共同記者會，確認此消息。
由於鈴木敦在眾議院選區中與日本維新會產生競爭，所以並沒有一同加入，而是在10月3日召開記者會宣布加入參政黨並參選南關東比例。